# Vlkas
Vlkas (in ungherese Valkház) è un comune della Slovacchia facente parte del distretto di Nové Zámky, nella regione di Nitra.